# Soumračník rezavý
Soumračník rezavý (Ochlodes sylvanus) je druh drobného motýla z čeledi soumračníkovitých.

## Vzhled

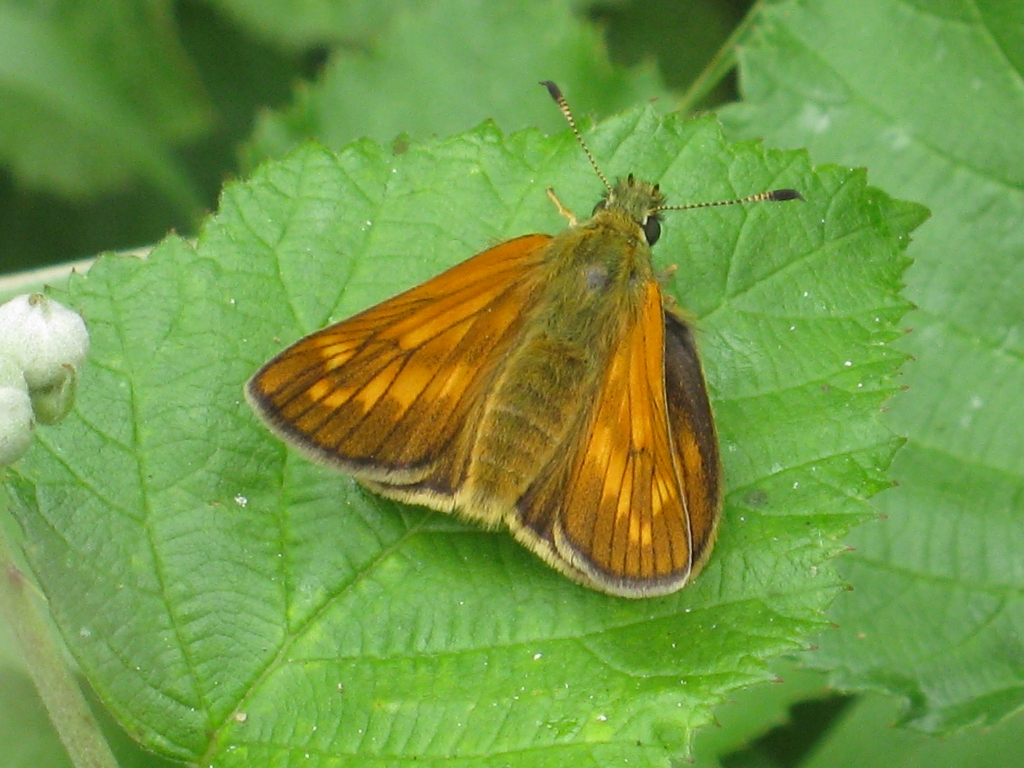
Samice

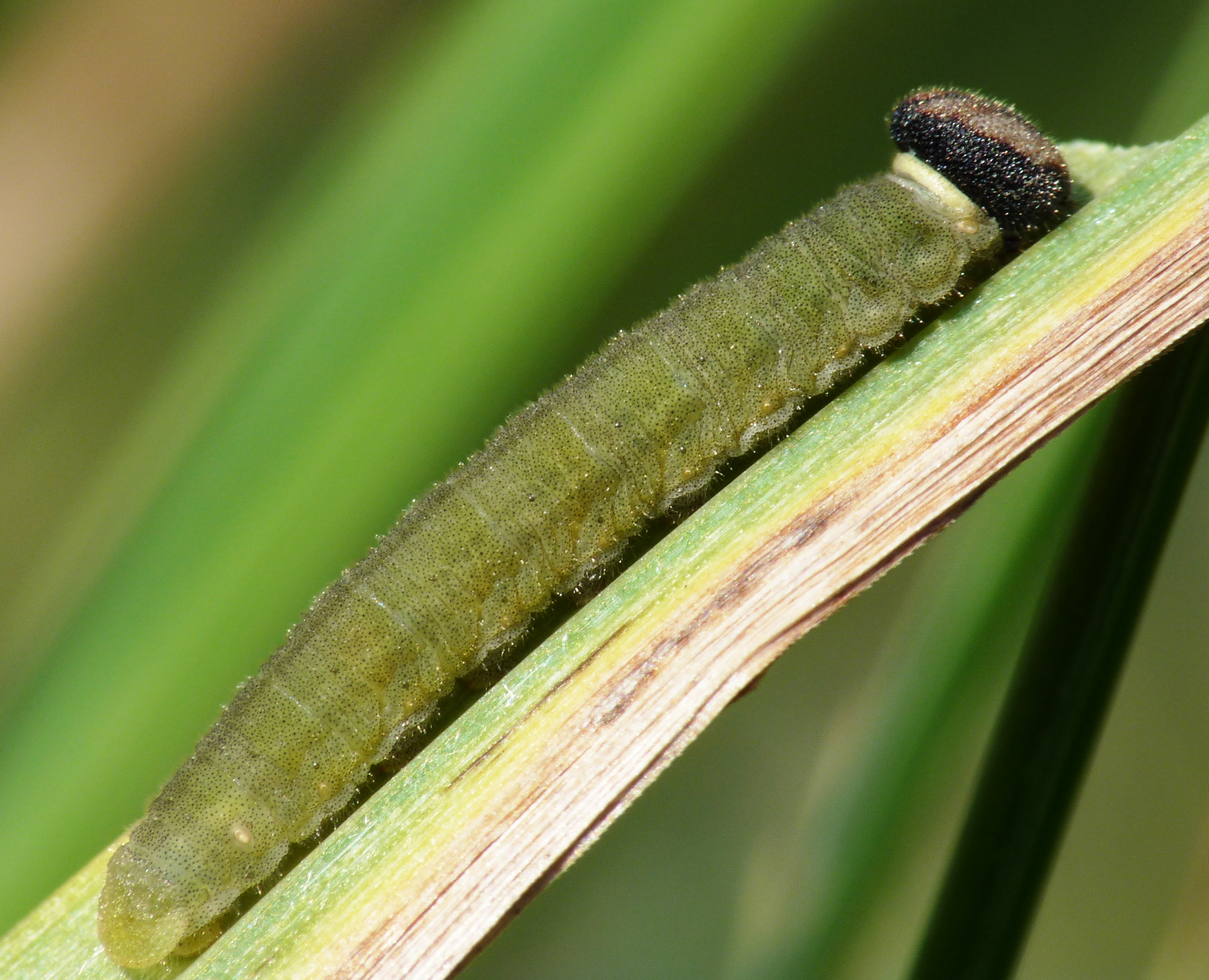
Housenka

Rozpětí křídel je zhruba 3 cm, přední křídlo má délku 1,4 až 1,6 cm. Křídla samice a samce jsou odlišná, samec má žlutá křídla a konce křídel jsou tmavší, na předních křídlech je silný černý pruh, křídla samice jsou celkově hnědá a jsou na nich žluté skvrny. Tělo je žluté až hnědé, chlupaté a v porovnání s ostatními motýly velmi zavalité. Dolní strana křídel je žlutá a u samice jsou na dolní straně křídel výraznější skvrny. Housenka je zelená.

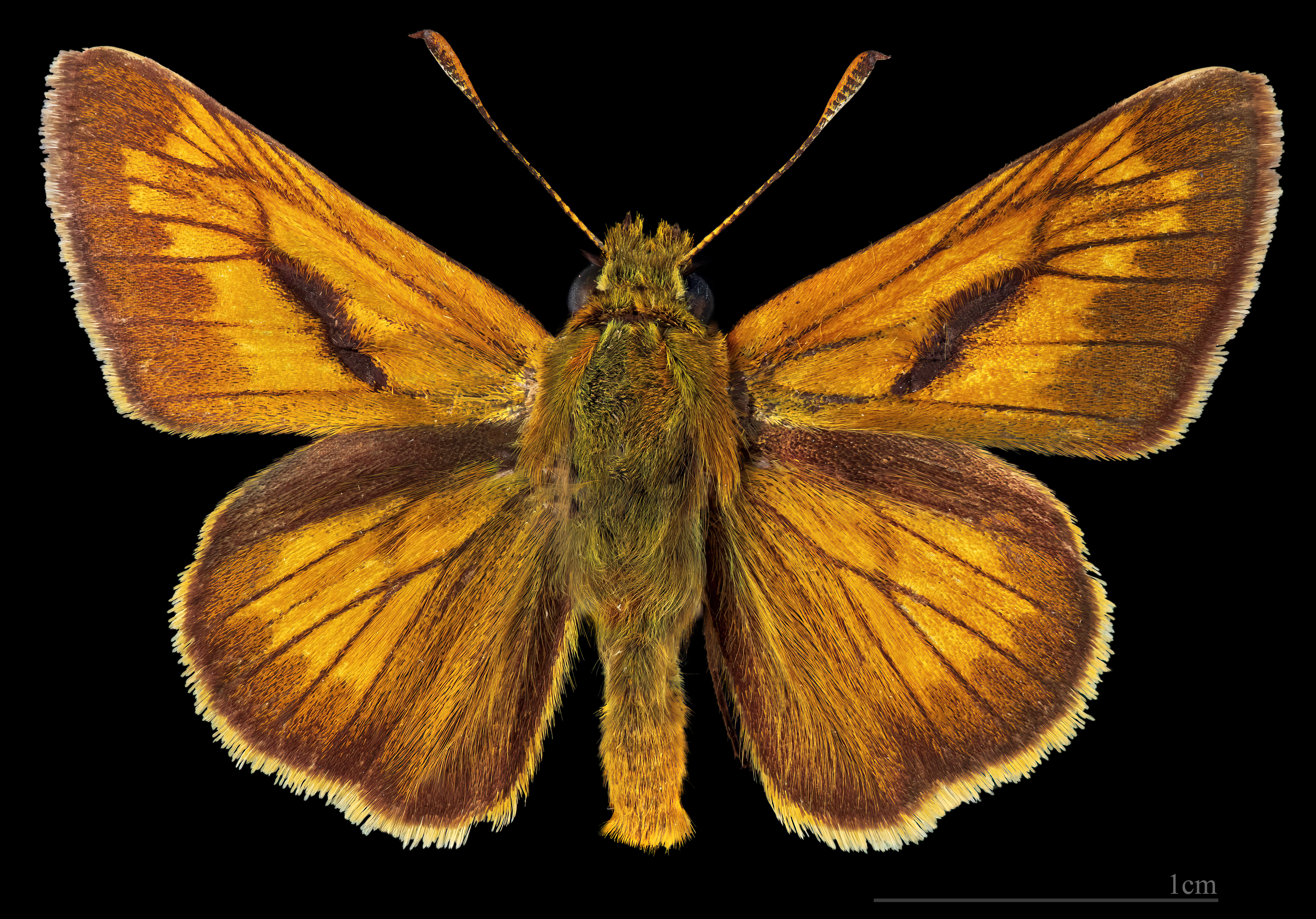
Ochlodes sylvanus ♂
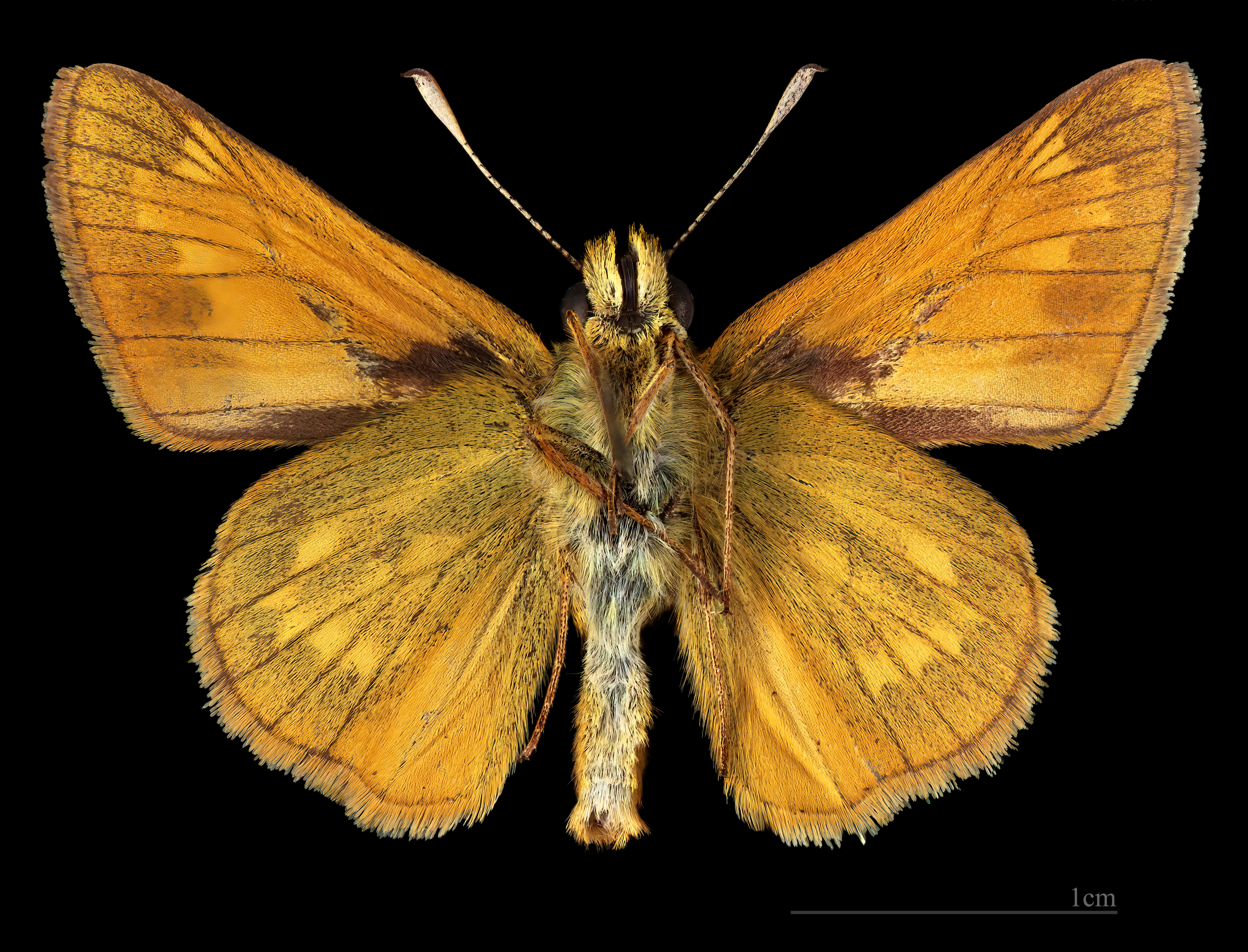
♂ △

## Výskyt
Vyjma Irska se vyskytuje v celé Evropě. Dále v mírném pásmu celé Asie až po Japonsko. Vyjma smrkových lesů žije ve všech biotopech. Žije od nížin až po hranici, kde se přestávají vyskytovat souvislé lesy. Housenky nejsou vybíravé a žerou nejrůznější vysokou trávu.

## Život
Vyjma jižní Moravy se během roku vyvine jen jedna generace. Housenky bydlí ve stočeném listu, starší housenky si na zimu dělají obydlí z vícero listů, v kterém přečkají zimu a během jara se uvnitř něho i zakuklují. Samci si agresivně hlídají svoje teritoria, při obraně teritoria útočí jak na samce svého druhu tak i na cizí druhy hmyzu. Jakmile se na jejich teritoriu objeví samice, tak na ni začnou okamžitě sexuálně dorážet. Jako místo pro svoje teritorium si samci vybírají místa, která jsou vhodná k rozmnožování (kde jsou hlavně živné rostliny pro housenky).